# 矢筈山登
矢筈山 登（やはずやま のぼる、1888年12月27日 - 1963年4月7日）は、現在の高知県高岡郡佐川町出身で友綱部屋に所属した力士。本名は西田 亀吉。身長182cm、体重113kg。最高位は東小結。得意技は突っ張り、叩き、左四つ、寄り。現役時代から7代友綱を襲名し、友綱部屋を経営、後進の指導につとめた。

## 来歴
農家の三男で子供の時から体格が大きく、宮相撲で活躍して同郷の板垣 退助に見出されて1907年の暮れに入門。1908年1月初土俵、1912年1月新十両。一時幕下に低迷していた時期もあったが、1918年5月新入幕を果たす。体格力量に恵まれ、土俵際の変化も巧かったが勝ち味が遅いのが欠点だった。1921年に師匠の6代友綱（初代海山）が廃業したために以降は二枚鑑札となり、1922年1月小結に昇進、この場所5勝4敗1分の成績で翌場所も小結に留まったが3勝7敗と負け越し、以後小結に復帰しなかった。1926年1月引退。友綱部屋から幕内寶川政治や天城山猪太夫を育てた。しかし矢筈山の部屋継承には兄弟弟子達が猛反発したようであり、敷嶌は内弟子を連れて熊ヶ谷部屋を、土州山は二子山部屋、黒瀬川は谷川部屋をそれぞれ創設。結果として、太刀山の引退以降斜陽化した部屋の勢いはますます衰えていった。部屋は1946年に閉鎖され、その後は立浪部屋所属の年寄として後進の指導にあたり、1961年1月に定年退職。1963年に死去。養女2人のうち姉は巴潟誠一（のち8代友綱）、妹は一錦周之助（のち9代友綱、魁輝薫秀の義父）に嫁いだ。

## 主な成績
- 通算成績：77勝88敗17休5分預 勝率.467[1]
- 幕内成績：63勝82敗17休3分預 勝率.434
- 現役在位：37場所
- 幕内在位：16場所
- 三役在位：2場所（小結2場所）
- 各段優勝
  - 十両優勝：1回（1918年1月場所）

### 場所別成績
| 1908年 （明治41年） | （前相撲）               | 東序ノ口13枚目 –      |
| 1909年 （明治42年） | 西序二段30枚目 –         | 東三段目45枚目 –      |
| 1910年 （明治43年） | 西三段目10枚目 –         | 西三段目24枚目 –      |
| 1911年 （明治44年） | 東幕下48枚目 –           | 東幕下17枚目 –        |
| 1912年 （明治45年） | 西十両7枚目 1–0          | 東十両15枚目 1–1 1預  |
| 1913年 （大正2年） | 西十両12枚目 1–3 1預     | 西幕下5枚目 0–3       |
| 1914年 （大正3年） | 東幕下23枚目 –           | 西幕下19枚目 –        |
| 1915年 （大正4年） | 東幕下31枚目 –           | 西幕下24枚目 –        |
| 1916年 （大正5年） | 西幕下23枚目 –           | 東幕下14枚目 2–3      |
| 1917年 （大正6年） | 東幕下25枚目 –           | 東十両11枚目 3–2      |
| 1918年 （大正7年） | 西十両5枚目 優勝 8–0     | 西前頭11枚目 2–8      |
| 1919年 （大正8年） | 西前頭13枚目 5–5         | 西前頭4枚目 5–5       |
| 1920年 （大正9年） | 西前頭7枚目 4–6          | 東前頭9枚目 6–4       |
| 1921年 （大正10年） | 東前頭4枚目 3–7          | 西前頭12枚目 8–2      |
| 1922年 （大正11年） | 西小結 5–4 1引分         | 東小結 3–7            |
| 1923年 （大正12年） | 西前頭4枚目 2–7 1引分    | 東前頭11枚目 6–5      |
| 1924年 （大正13年） | 東前頭6枚目 2–8          | 西前頭13枚目 4–1–6    |
| 1925年 （大正14年） | 西前頭12枚目 6–5         | 東前頭8枚目 2–8 1引分 |
| 1926年 （大正15年） | 東前頭14枚目 引退 0–0–11 | x                     |
| 各欄の数字は、「勝ち-負け-休場」を示す。 優勝 引退 休場 十両 幕下 三賞：敢=敢闘賞、殊=殊勲賞、技=技能賞 その他：★=金星 番付階級：幕内 - 十両 - 幕下 - 三段目 - 序二段 - 序ノ口 幕内序列：横綱 - 大関 - 関脇 - 小結 - 前頭（「#数字」は各位内の序列） |                          |                       |

- 幕下以下の地位は小島貞二コレクションの番付実物画像による。

## 改名
- 矢筈山 亀吉（やはずやま　かめきち）1908年1月場所 - 1911年1月場所
- 海山 太郎（かいざん　たろう）1911年6月場所 - 1914年1月場所
- 矢筈山 太郎（やはずやま　たろう）1914年5月場所 - 1916年1月場所
- 矢筈山 登（やはずやま のぼる）1916年5月場所 - 1926年1月場所